# The Bitter Truth
The Bitter Truth (с англ. — «Горькая правда») — пятый студийный альбом американской рок-группы Evanescence. Продюсером альбома стал Ник Раскулинец, который ранее уже работал с одноимённым альбомом, вышедшим в октябре 2011 года. Релиз альбома состоялся 26 марта 2021 года на лейбле Sony Music Entertainment.

## История создания альбома
Ведущая вокалистка Эми Ли впервые рассказала о новом студийном альбоме группы в июле 2018 года. В интервью детройтской радиостанции WRIF Ли подтвердила, что группа планирует начать работу над новым альбомом после окончания своего тура в поддержку Synthesis.
В интервью Sirius XM за кулисами Epicenter Festival в мае 2019 года Ли снова подтвердила, что новый альбом находится в работе Blabbermouth.net сообщил, что Ли надеялась, что альбом будет готов к выпуску в 2020 году. По её словам, «в этом месяце мы хотим собраться вместе и посмотреть, что получится, и начнем делать это более регулярно, пока не почувствуем что готовы».
Очередную порцию информации об альбоме Ли сообщила в ходе AMA на Reddit в ноябре 2019 года. Отвечая на вопрос о новой музыке группы, Ли отметила, что она «абсолютно живет в ней» и «слушает нашу новую музыку каждый день».
С нетерпением жду, когда вы это услышите. Темно и тяжело. Есть также странные и редкие моменты. Всего понемногу. Определенно есть что-то от The Open Door, но не то же самое.
Студийная запись началась в январе 2020 года с Ником Раскулинечем, с которым группа ранее работала над вышедшим в 2011 году Evanescence. Хотя группа изначально планировала работать с несколькими продюсерами, планы изменились из-за пандемии COVID-19. Раскулинеч остался единственным продюсером The Bitter Truth. В августе участники группы из США вернулись в студию, чтобы закончить сочинение и запись музыки после прохождения тестов на COVID, а германский гитарист Джен Маджура был вынужден работать удаленно. К 9 сентября альбом был близок к завершению, «готов на 70%». Запись была завершена в ноябре.
17 апреля 2020 года в Instagram-аккаунте группы был анонсирован новый альбом «The Bitter Truth», где показали обложку пластинки, также был анонсирован первый сингл с грядущего альбома
20 апреля группа анонсировала первый сингл с альбома под названием «Wasted On You».
24 апреля 2020 года был выпущен сингл и клип «Wasted On You», в котором участники группы показали, как проводят свой карантин
26 июня группа анонсировала второй сингл с альбома под названием «The Game is Over», выход которого назначен на 1 июля
1 июля был выпущен второй сингл с альбома под названием «The Game is Over». 3 июля вышел клип, который был снят на iPhone
8 августа был анонсирован третий сингл под названием «Use My Voice», который выйдет 14 августа.
14 августа был выпущен третий по счёту сингл «Use My Voice». Спустя 2 недели, состоялась премьера видеоклипа на данную композицию.
29 октября было объявлено, что альбом выйдет в 2021 году, и что его запись будет завершена только в конце 2020 года
4 декабря открылся пред-заказ альбома, релиз которого состоится 26 марта 2021 года. Так же, вместе с пред-заказом стал доступен для прослушивания трек «Yeah Right», который стал первым промо-синглом в поддержку альбома.
5 марта 2021 года стал доступен для прослушивания трек «Better Without You», который стал четвёртым официальным синглом в поддержку альбома.

## Тема альбома
Ли так охарактеризовала основную тему альбома:
Большая часть этого альбома посвящена взгляду правде в глаза, горькой правде нашего мира, моей жизни и сердца. Неважно, ценой каких внутренних переживаний. Пережив это, мы можем начать разговор о том, чтобы выкарабкаться. После этого можно говорить о том, чтобы стать лучше. Вы не сможете оценить красоту жизни, вы не сможете в полной мере испытать все хорошие моменты в жизни, если вы также не испытаете в полной мере сложные, тяжелые и болезненные моменты.

## Отзывы критиков
| Совокупная оценка    | Совокупная оценка |
| Источник             | Оценка            |
| -------------------- | ----------------- |
| Metacritic           | 78/100            |
| Оценки критиков      |                   |
| Источник             | Оценка            |
| AllMusic             | [ 51 ]            |
| Consequence of Sound | A-                |
| The Daily Telegraph  | [ 53 ]            |
| Gigwise              | [ 54 ]            |
| Hysteria Magazine    | 8/10              |
| Kerrang!             | [ 56 ]            |
| laut.de              | [ 57 ]            |
| Metal Hammer         | [ 58 ]            |
| Metal Injection      | 7/10              |
| Rolling Stone        | [ 60 ]            |
| Spin                 | [ 61 ]            |
| Upset Magazine       | [ 62 ]            |

После выхода альбом получил в целом положительные отзывы музыкальных критиков. На сайте Metacritic средний балл альбома составляет 78 из 100 на основе 8 рецензий, что указывает на «в целом положительные отзывы». AllMusic дал альбому положительный отзыв, заявив: «В целом The Bitter Truth увлекает слушателей в одновременно знакомое и дающее свежие впечатления путешествие, возвращая характерные для группы тяжелое, но мелодичное звучание, которое сделало Fallen одним из самых успешных альбомов 2000-х, и направляет Evanescence в будущее с изящной зрелостью и широким кругозором».
Consequence of Sound оценил альбом на A-, отметив: «The Bitter Truth похож на старые работы группы, но при этом совершенно свеж. Он показывает, что группа не погрязла в рутине. По словам Ли, прошедшее время и дальнейшие перспективы деятельности группы добавили «огня и страстной энергии» в «The Bitter Truth», и это настроение ясно просматривается на протяжении всего альбома».
Kerrang! поставил альбому 4 балла из 5. В обзоре указывалось: «Как ни странно, в общем и целом это выглядит как смесь из множества ощущений, большинство из которых позитивные. Есть катарсис и мрак, но они принадлежат к той разновидности, которая больше всего смотрит в будущее, и временами окаймляются чем-то вроде обнадеживающей радости. Во времена, когда обычные эмоциональные оттенки Evanescence могли бы взывать к чувствам изоляции, страха, замешательства, безнадежности, потери и хрупкости, «Bitter Truth» настраивается на эту частоту и прерывает передачу. Это не тот альбом, который притворяется и говорит нам, что все в порядке, но тот, который напоминает, что даже в самые темные моменты жизни всё меняется и будет меняться к лучшему. И если через 10 лет этого вдруг не случится, Эми Ли, несомненно, найдёт утешительный, амбициозный, эмоционально красноречивый способ для того, чтобы пройти и через это».
Metal Hammer дал альбому положительную оценку и заявил: «Возможно, они заставили нас ждать, но The Bitter Truth дает все, чего поклонники Evanescence могли хотеть и ожидать от камбэк-альбома группы: он эмоциональный, волнующий и слегка перегруженный, одновременно и смелый, и знакомый».

## Список композиций
Адаптировано под Genius
| №                   | Название              | Длительность |
| ------------------- | --------------------- | ------------ |
| 1.                  | «Artifact/The Turn»   | 2:26         |
| 2.                  | «Broken Pieces Shine» | 3:57         |
| 3.                  | «The Game Is Over»    | 4:22         |
| 4.                  | «Yeah Right»          | 3:30         |
| 5.                  | «Feeding The Dark»    | 4:21         |
| 6.                  | «Wasted On You»       | 4:24         |
| 7.                  | «Better Without You»  | 4:02         |
| 8.                  | «Use My Voice»        | 4:02         |
| 9.                  | «Take Cover»          | 3:17         |
| 10.                 | «Far From Heaven»     | 4:56         |
| 11.                 | «Part Of Me»          | 3:59         |
| 12.                 | «Blind Belief»        | 4:09         |
| Общая длительность: | Общая длительность:   | 47:25        |

## Участники записи
- Эми Ли — вокал
- Трой Маклоухорн — гитара
- Джен Маджура — соло-гитара
- Тим Маккорд — бас-гитара
- Уилл Хант — ударные